# Great Brickhill
Great Brickhill es una localidad situada en el condado de Buckinghamshire, en Inglaterra (Reino Unido), con una población estimada a mediados de 2016 de 852 habitantes.
Se encuentra ubicada al norte de la región Sudeste de Inglaterra, cerca de la frontera con las regiones de Este de Inglaterra y Midlands del Este y de la ciudad de Milton Keynes, y al noroeste de Londres.